# Forest Whitaker
Forest Steven Whitaker (Longview, Texas, 15 de juliol de 1961) és un actor, productor i director estatunidenc. Ha rebut diversos reconeixements, com ara un premi de l'Acadèmia, un Globus d'Or, un premi de cinema de l'Acadèmia Britànica i dos premis del Sindicat d'Actors de cinema.

## Primers anys
Forest Steven Whitaker va néixer el 15 de juliol de 1961 a Longview, Texas, fill de Laura Francis, professora d'educació especial i Forest E. Whitaker Jr., venedor d'assegurances. La seua mare tenia ascendència àkan, mentre que el seu pare era d'ascendència igbo. Quan Whitaker estava a l'escola primària, la seua família es va traslladar a Carson, Califòrnia. Té dos germans petits i una germana gran. El seu primer paper com a actor va ser el protagonista de l'obra de Dylan Thomas Under Milk Wood.

## Carrera
Després de debutar al cinema a Fast Times at Ridgemont High (1982), Whitaker es va guanyar una reputació pel treball intensiu d'estudi de personatges per a pel·lícules, com ara Platoon (1986), Good Morning, Vietnam (1987), Bird (1988), The Crying Game (1992), Phenomenon (1996), Ghost Dog: The Way of the Samurai (1999), The Great Debaters (2007), The Butler (2013), Arrival (2016) i Respect (2021). També ha aparegut a Panic Room (2002), Rogue One: A Star Wars Story (2016) com Saw Gerrera i Black Panther (2018) com a Zuri.
Whitaker va guanyar l'Oscar al millor actor pel seu retrat del dictador ugandés Idi Amin al drama històric The Last King of Scotland (2006). Whitaker va debutar com a director amb la pel·lícula de televisió Strapped (1993) i va dirigir les pel·lícules Waiting to Exhale (1995), Hope Floats (1998) i First Daughter (2004). Des del 2019, ha interpretat a Bumpy Johnson a la sèrie dramàtica d'Epix El Padrí de Harlem.
Va fer el seu debut a Broadway en el revival de Hughie (2016) d'Eugene O'Neill. A més de la seva carrera com a actor, Whitaker també és conegut pel seu treball humanitari i activisme. El 2011, va ser incorporat com a Ambaixador de Bona Voluntat de la UNESCO, després va rebre una promoció a Enviat Especial per a la Pau i la Reconciliació, i exerceix com a director general de Whitaker Peace and Development Initiative (WPDI), un programa de divulgació sense ànim de lucre.

## Vida privada
El 1996, Whitaker es va casar amb l'actriu Keisha Nash (1972–2023), a qui va conéixer al plató de Blown Away. Com a parella, van tenir quatre fills: dues filles juntes (Sonnet i True), i el seu fill (Ocean Alexander) i la seua filla (Autumn) de les seues relacions anteriors. El desembre de 2018, Whitaker va sol·licitar el divorci de Nash, citant diferències irreconciliables.
Whitaker estudia ioga, té un cinturó negre en kenpō i és vegetarià. També s'entrena en esgrima, originalment amb Dan Inosanto i actualment amb Joe Jackson. El 2021, es va anunciar que s'havia unit a l'NBA Àfrica com a propietari minoritari i inversor estratègic.